# 1965

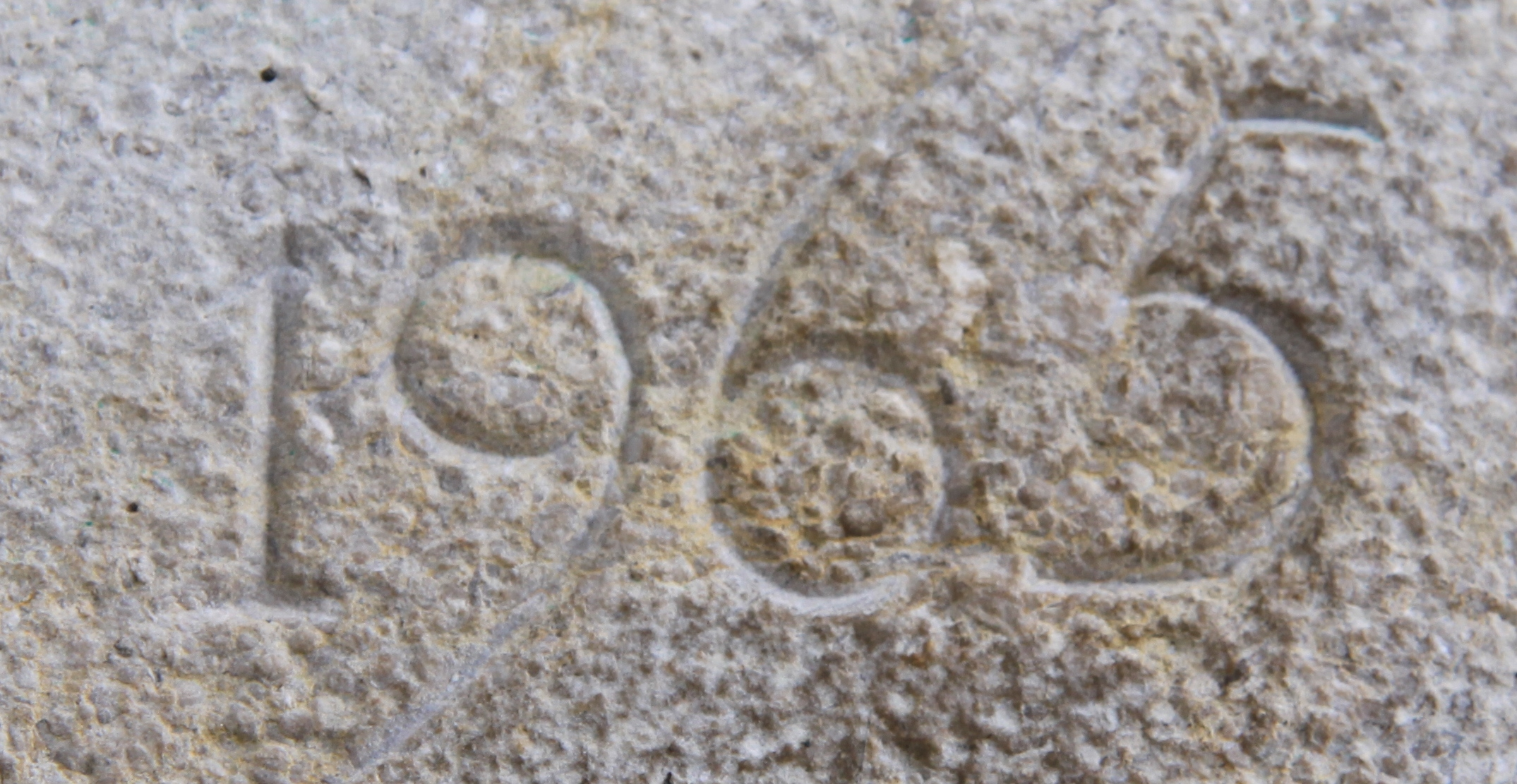
Placa del pont Vell de Besalú

## Esdeveniments
Països Catalans
- 12 de març, Catalunya: arran de les declaracions que feu a Le Monde el 14 de novembre de 1963, en què defensava la identitat nacional catalana, les autoritats franquistes expulsen l'abat Escarré d'Espanya, el qual s'exilia a Milà.
- 10 d'abril, Girona: Es funda el setmanari Presència, al principi gairebé tot en castellà, suplement de diversos diaris dels PPCC.[1]
- 4 de maig, Esplugues de Llobregat: Joan Manuel Serrat debuta al centre cultural L'Avenç, actual Teatre Joan Brillas, d'Esplugues de Llobregat, acompanyat de Remei Margarit i Joan Ramon Bonet, pocs dies després d'integrar-se a Els Setze Jutges.[2]
- 3 de juliol, Barcelona: Els Beatles actuen a Barcelona.[3]
- 26 de setembre, Barcelona: se celebra el concurs de castells II Gran Trofeu Jorba-Preciados a l'avinguda del Portal de l'Àngel.
- 3 de desembre, Girona: Són aprovades en Consell de Ministres les obres de canalització del riu Onyar, al seu pas per Girona.[4]
- 20 de desembre, Barcelona: Juan Marsé guanya el Premi Biblioteca Breve amb l’obra Últimas tardes con Teresa.[5]

- 30 de desembre, Filipines: Ferdinand Marcos n'esdevé el president.
- Es comença a emetre la sèrie de televisió Quentin Durgens, M.P.
- Es funda l'ISOCARP, associació internacional que agrupa persones que treballen en la planificació urbana.

Resta del món
- 16 de juliol, S'inaugura el túnel de carretera sota el Mont Blanc, entre Itàlia i França.[6]
- 11 d'agost, inici dels "Watts Riots", sèrie de violents enfrontaments entre la policia de Los Angeles (EUA) i els residents de Watts i altres barris predominantment afroamericans del sud-centre de Los Angeles que van començar l'11 d'agost de 1965 i van durar sis dies.[7]
- 9 de desembre, Estats Units: es publica el número 48 de Fantastic Four que inclou les primeres aparicions de Galactus i Silver Surfer.[8]
- Estats Units: l'artista estatunidenc Joseph Kosuth crea l'obra Una i tres cadires.[9]

### Premis Nobel
| Camp                  | Guardonats                                                    |
| --------------------- | ------------------------------------------------------------- |
| Física                | - Sin-Itiro Tomonaga - Julian Schweinger - Richard P. Feynman |
| Química               | - Robert Burns Woodward                                       |
| Medicina o Fisiologia | - François Jacob - André Lwoff - Jacques Monod                |
| Literatura            | - Michail Aleksandrovich Sholokhov                            |
| Pau                   | - UNICEF                                                      |

## Naixements
Països Catalans
- 3 de gener, Barcelona: Daniel Fernandez, polític català.
- 25 de febrer, Còrdova, Argentina: Gabriela González, científica especialitzada en física.[10]
- 4 de març, Cervera: Pepa Fernández, periodista catalana.[11]
- 23 de març, Sant Just Desvern: Teresa Rioné Llano, exatleta catalana, plusmarquista de les proves de 100 i 200 metres llisos.[12]
- 25 de març, Barcelona, Jordi Basté i Duran, periodista.[13]
- 2 d'abril, Torrent: Amparo Folgado Tonda, diplomada en Treball Social i política, ha estat alcaldessa de Torrent (Horta Oest).[14]
- 10 d'abril, 
  - Villena: Vicenta Tortosa Urrea, sociòloga, politòloga i política valenciana, alcaldessa de Villena i diputada al Congrés.[15]
  - Vic, Osona: Marta Pascal i Capdevila, política, historiadora i politòloga catalana.[16]
- 13 d'abril, València: Asunción Quinzá Alegre, advocada i política valenciana, ha estat diputada a les Corts Valencianes.[17]
- 19 d'abril, Barcelona: Mayte Martín, cantaora catalana de flamenc, cantant de boleros i compositora.[18]
- 20 d'abril, Torroella de Montgrí: Montserrat Bassa i Coll, professora, política i diputada.[19]
- 2 de maig, Valls: Pepa Plana, actriu i pallassa catalana.[20]
- 17 de maig, Algemesíː Immaculada Cerdà Sanchis, filòloga i docent, acadèmica de l'Acadèmia Valenciana de la Llengua.[21]
- 4 de juny, Figueres, Alt Empordà: Toni Soler, periodista, productor de televisió i escriptor català.
- 6 de juny, Manlleu: Magda Polo Pujadas, filòsofa, editora, poeta i professora universitària catalana.[22]
- 9 de juny, Barcelona: Sílvia Comes, cantant relacionada amb el món de la cançó d'autor i la poesia.[23]
- 16 de juny, Girona: Cristina Cervià Sancho, actriu i directora teatral catalana (m. 2019).[24]
- 17 de juny, Xàbia: Consuelo Femenía Guardiola, diplomàtica valenciana, des de 2018 l'ambaixadora d'Espanya a Malta.[25]
- 6 de juliol, Alacantː María Blasco, científica espanyola especialitzada en els telòmers i la telomerasa.[26]
- 3 d'agost, València: Alfred Mondria i Virgili, crític literari i filòleg valencià.
- 4 d'agost, 
  - Barcelona: Núria Garcia Quera, escriptora catalana.[27]
  - Barcelona: Neus Asensi, actriu catalana de cinema i televisió.[28]
- 11 d'agost, Saint Matthews, Carolina del Sud, Estats Units: Viola Davis és una actriu estatunidenca de cinema, televisió i teatre.[29]
- 13 d'agost, 
  - Sabadell: Miquel Calçada i Olivella “Mikimoto”, periodista català.
  - Els Hostalets de Balenyà: Carles Capdevila i Plandiura, periodista català, fundador del diari Ara (m. 2017).
- 23 d'agost, Ciutadella de Menorcaː María Asunción Pons Fullana, política menorquina.[30]
- 1 de novembre, Girona, Gemma Nierga, periodista.[31]
- 5 de novembre, Sallent, Bages: Laura Massana i Mas, treballadora social i política catalana.[32]
- 27 de novembre, Còrdova: Maria Rosa Nogué i Almirall, escriptora catalana.[33]
- 13 de desembre, Alacant: Genoveva Reig Ribelles, empresària i política valenciana.[34]
- 28 de desembre, 
  - Barcelona: Marta Cantón i Gutiérrez, gimnasta rítmica, primera esportista espanyola a obtenir un diploma olímpic.[35]
  - Barcelona: Dàmaris Gelabert, pedagoga, musicoterapeuta, autora i cantant de cançons infantils.[36]
- Illa d'Eivissa: Carles Ribas, periodista

Resta del món
- 4 de gener, Epsom, Anglaterra: Julia Ormond, actriu.
- 3 de febrer, Lohja, Finlàndia: Marjo Matikainen-Kallström, esquiadora de fons, ja retirada, i política finlandesa.[37]
- 17 de febrer, Mickleover, Anglaterra: Alison Hargreaves, alpinista britànica, coronà l'Everest sense oxigen suplementari (m. 1995).[38]
- 16 de març, Madrid, Espanya: Belén Rueda, actriu i presentadora de televisió espanyola.[39]
- 25 de març, Nelsonville, Ohio, EUA: Sarah Jessica Parker, actriu coneguda per la seva interpretació a la sèrie Sex and the City.[40]
- 2 d'abril, Lió, França: Ève Chiapello, sociòloga i professora francesa que ha renovat la perspectiva crítica a França.[41]
- 6 d'abril, Boston, Massachusetts, EUA: Black Francis, també conegut com a Frank Black, músic estatunidenc.
- 7 d'abril, Madrid: Ángeles González-Sinde, guionista i directora de cinema espanyola; ha estat Presidenta de l'Acadèmia de les Arts i les Ciències Cinematogràfiques d'Espanya i Ministra de Cultura.[42]
- 19 d'abril, Moscou: Lilia Zilberstein, pianista russa.[43]
- 10 de maig, St. Catharines, Ontario: Linda Evangelista, model canadenca.[44]
- 22 de maig, Ipswich, Regne Unit: Theresa Zabell, regatista de vela esportiva espanyola, mundialista i medallista olímpica.[45]
- 29 de maig,- Madrid, Espanya: Emilio Sánchez Vicario, tennista espanyol.[46]
- 31 de maig, Nova York (Estats Units)ː Brooke Shields, actriu estatunidenca.[47]
- 1 de juny, Kóndopoga, República de Carèlia, antiga Unió Soviètica: Larissa Lazútina, esquiadora de fons olímpica russa.[48]
- 8 de juny, Crema, Itàlia: Giovanni Cesare Pagazzi, religiós i arquebisbe.
- 12 de juny, Sindelfingen, Alemanya: Heide Hatry, artista neo-conceptual d'origen alemany
- 13 de juny, Madrid, Espanya: Cristina de Borbó i Grècia, aristòcrata espanyola, Infanta d'Espanya.
- 16 de juny, Nova York: Andrea Mia Ghez, astrònoma estatunidenca, Premi Nobel de Física de 2020.[49]
- 23 de juny, Manchester, Nou Hampshire: Patricia Racette, soprano estatunidenca.[50]
- 25 de juny, Vic de Fesensac, Occitània: Jean Castex, Batlle de Prada de Conflent i Primer ministre de França des de juliol de 2020
- 19 de juliol,
  - Aberdeenshire, Escòcia, Regne Unit: Evelyn Glennie, percussionista virtuosa escocesa.[51]
  - Terol, Aragó: Ana Labordeta de Grandes, actriu espanyola.[52]
- 20 de juliol, Wangen im Allgäu, Alemanya: Patricia Watson-Miller pilot britànica de ral·lis de motos.[53]
- 21 de juliol, Las Palmas de Gran Canaria: Patricia Guerra Cabrera, regatista canària, medalla d'or dels Jocs Olímpics de 1992.[54]
- 26 de juliol, Oviedo: Ana García-Siñeriz, periodista, presentadora i escriptora espanyola.[55]
- 31 de juliol, 
  - Yate, Regne Unit: J.K. Rowling, escriptora anglesa i creadora de Harry Potter.[56]
  - Logronyo: Elisa Beni, periodista espanyola, especialista en periodisme judicial.[57]
- 19 d'agost, Lisboa: Maria de Medeiros, actriu, directora de cinema i cantant portuguesa.[58]
- 28 d'agost: Satoshi Tajiri, creador de Pokémon.
- 6 de setembre, Winchester, Anglaterra: Georgia Byng, escriptora britànica de llibres juvenils i infantils.[59]
- 7 de setembre, Adjud, Romania: Angela Gheorghiu, soprano romanesa.[60]
- 16 de setembre, Pisa: Maria Chiara Carrozza, enginyera i política italiana; ha estat Ministra d'Educació, Universitats i Recerca.[61]
- 19 de setembre, Euclid, Ohio: Sunita Williams, astronauta ameríndia que té el rècord del vol espacial més llarg per una dona.[62]
- 26 de setembre, Chicago: Jill Soloway, humorista, dramaturga i directora estatunidenca.[63]
- 29 de setembre, Lake Worth: Terry M. West, escriptor, cineasta, actor i fotògraf estatunidenc.
- 2 d'octubre, Tokat: Ferhan i Ferzan Önder, pianistes turco-austríacs.[64][65]
- 3 d'octubre, Porto Alegre: Adriana Calcanhotto, cantant i compositora brasilera.[66]
- 17 d'octubre, Getxo, Biscaia: Ana Iturgaiz, escriptora basca.
- 3 de novembre, París, França: Ann Scott, escriptora francesa.[67]
- 7 de novembre, Ljubljana: Mateja Vraničar Erman, advocada i política eslovena, ministra de Finances entre 2016 i 2018.[68]
- 21 de novembre, Reykjavík, Islàndia: Björk, cantautora i compositora islandesa.[69]
- 27 de novembre, Saint-Rémy (Saona i Loira): Rachida Dati, política francesa que ha estat alcaldessa, eurodiputada i ministra.[70]
- 13 de desembre, Madrid: María Dolores de Cospedal García, jurista i política espanyola.[71]
- El Caire, Egipte: May Telmissani, escriptora egípcia.

- Elena Sánchez Ramos, periodista espanyola
- Paraná: Gleisi Helena Hoffmann, política brasilera.
- Rio de Janeiro: Sandra Kogut
- Santiago de Xile: Renato Münster, actor.
- Londres: Niall Binns, poeta

## Necrològiques
Països Catalans
- 9 de gener - València: Ana María Ibars Ibars, escriptora i mestra valenciana (n. 1892).[72]
- 12 de gener - Ciutat de Mèxic, Mèxic: August Pi i Sunyer, fisiòleg, polític i dirigent esportiu català (n. 1879).
- 3 de març - Alcoi: Virgínia Soler i Alberola, metgessa pionera valenciana (n. 1883).[73]
- 26 de març - Santiago de Xile: Salvador Sarrà i Serravinyals, polític, empresari i escriptor català.
- 30 de març - Barcelona: Maria Muntadas i Pujol, pintora, poetessa i concertista catalana (n. cap a 1900).[74]
- 25 d'abril - Santiago de Xile: Salvador Sarrà i Serravinyals, polític, empresari i escriptor català (n. 1902).[75]
- 13 de maig - Barcelona: Ignasi Barraquer i Barraquer, oftalmòleg català (n. 1884).[76]
- 17 de juny - València: Aurora Buades, mezzosoprano valenciana (n. 1897).[77]
- 26 de setembre - València (l'Horta): Ernest Martínez Ferrando, escriptor i historiador valencià (n. 1891).
- 13 de maig - Barcelona: Ignasi Barraquer i Barraquer, oftalmòleg català (n. 1884).
- 10 d'octubre - Amadeu Aragay i Daví, polític, empresari i sindicalista català.
- 27 octubre - Barcelonat: Maria Neus Miró Comas, jurista i advocada catalana.[78]
- 2 de novembre - Montevideo: Francesca Madriguera i Rodon –Paquita Madriguera–, pianista i compositora (n. 1900).[79]
- 14 de novembre - Mataró: Àngela Bransuela, mare de família que dona nom a un Institut (n. 1883).[80]
- 16 de desembre - Sant Feliu de Guíxols: Gertrudis Romaguera, pintora i professora a l'Escola d'Arts i Oficis de Sant Feliu (n. 1879).[81]

Resta del món
- 4 de gener - Londres, Anglaterra: T. S. Eliot, escriptor, Premi Nobel de Literatura (n. 1888).
- 14 de gener - Houston, Estats Units: Jeanette MacDonald, cantant i actriu estatunidenca.[82]
- 24 de gener - Londres, Anglaterra: Winston Churchill, Primer Ministre britànic durant la Segona Guerra Mundial.
- 15 de febrer - Santa Monica, Califòrnia: Nat King Cole, vocalista i pianista de jazz nord-americà (n. 1919).
- 21 de febrer - Nova York, EUA: Malcolm X, orador, ministre religiós i activista nord-americà (n. 1925).
- 5 de març, Barcelona: José María Ovies Morán, actor de cinema i de doblatge asturià, conegut per ser la veu en castellà de Groucho Marx al film Una nit a l'òpera o la del Crist a Marcelino pan y vino
- 6 de març, Hollywood: Margaret Dumont, actriu còmica nord-americana que va fer cine amb els germans Marx (n. 1882).[83]
- 16 de març, Venècia: Henriette Nigrin, modista i artista en arts tèxtils francesa, creadora del vestit Delphos (n. 1877).[84]
- 19 de març - Bucarest (Romania): Gheorghe Gheorghiu-Dej polític romanès, secretari general del Partit Comunista Romanès i primer ministre i president de la República Popular de Romania (n. 1901).[85]
- 30 de març - Ocho Rios (Jamaica): Philip Showalter Hench, metge nord-americà, Premi Nobel de Medicina o Fisiologia de l'any 1950 (n. 1896).
- 1 d'abril - Nova Yorkː Helena Rubinstein, empresària de cosmètics, col·leccionista i filantropa  estatunidenca (n. 1872).[86]
- 10 d'abril - Niça, França: Carolina Otero, ballarina, actriu i cortesana de la Belle Époque (n. 1868).[87]
- 13 d'abril - Santiago de Xile: Matilde Huici Navaz, mestra, advocada i pedagoga espanyola, exiliada a Xile (n. 1890).[88]
- 21 d'abril - Edimburg (Escòcia): Edward Victor Appelton, físic escocès, Premi Nobel de Física de 1947 (n. 1892).[89]
- 5 de juny - Hampstead: Eleanor Farjeon, escriptora anglesa (n. 1881).[90]
- 7 de juny - Nova York: Judy Holliday, actriu estatunidenca (n. 1921).[91]
- 20 de juny - Nova York (EUA): Bernard Baruch, financer americà, inversor, filantrop, estadista i consultor polític (n. 1870).[85]
- 24 de juliol - Fort Dix, Nova Jersey: Constance Bennett, actriu estatunidenca, una de les més populars de la seva època (n. 1904).[92]
- 7 de juliol - Jerusalem: Moshe Sharett, va ser el segon Primer Ministre d'Israelentre 1953 i 1955, membre del Mapai (n. 1894).[93]
- 12 de juliol - Irene Parlby, política feminista i activista social canadenca, ministra i senadora (n. 1868).[94]
- 14 de juliol - Londres (Anglaterra): Adlai Stevenson, polític estatunidenc (n. 1900)
- 19 de juliol - Honolulu (Hawaii) Syngman Rhee o bé Yi Seung-man (en coreàhangul: 이승만): fou el primer president del Govern Provisional de la República de Corea, a l'exili (1919-1925), i també el primer de la República de Corea o Corea del Sud (1948-1960) (n. 1875).[85]
- 8 d'agost - San Francisco: Shirley Jackson, escriptora estatunidenca especialitzada en el gènere de terror (n. 1916).[95]
- 27 d'agost - Roquebrune-Cap-Martin, França: Le Corbusier, arquitecte, urbanista, decorador i pintor francès[96]
- 11 d'octubre - San Francisco, Califòrnia: Dorothea Lange, influent fotoperiodista documental (n. 1895).[97]
- 4 de setembre - Lambaréné, Gabon: Albert Schweitzer, teòleg, pacifista, metge i músic alsacià, premi Nobel de la Pau de l'any 1952.[98]
- 8 de setembre - Friburg de Brisgòvia (Alemanya): Hermann Staudinger, químic alemany, Premi Nobel de Química de l'any 1953 (n. 1881).
- 18 de setembre - Buenos Aires, Argentina: Regina Pacini, soprano i primera dama argentina (n. 1871).[99]
- 27 de setembre - Los Angeles (Califòrnia): Clara Bow, actriu novaiorquesa del cinema mut (n. 1905).[100]
- 6 de novembre - Nova York: Edgard Varèse, compositor francès (m. 1965).[101]
- 16 de desembre - Niça (França): William Somerset Maugham, escriptor britànic (n. 1874).
- 22 de desembre - Richmond, Surrey (Anglaterra):  Richard Dimbleby, periodista i locutor anglès, que es va convertir en el primer corresponsal de guerra de la BBC (n. 1913).[102]